# Scheinmyrte

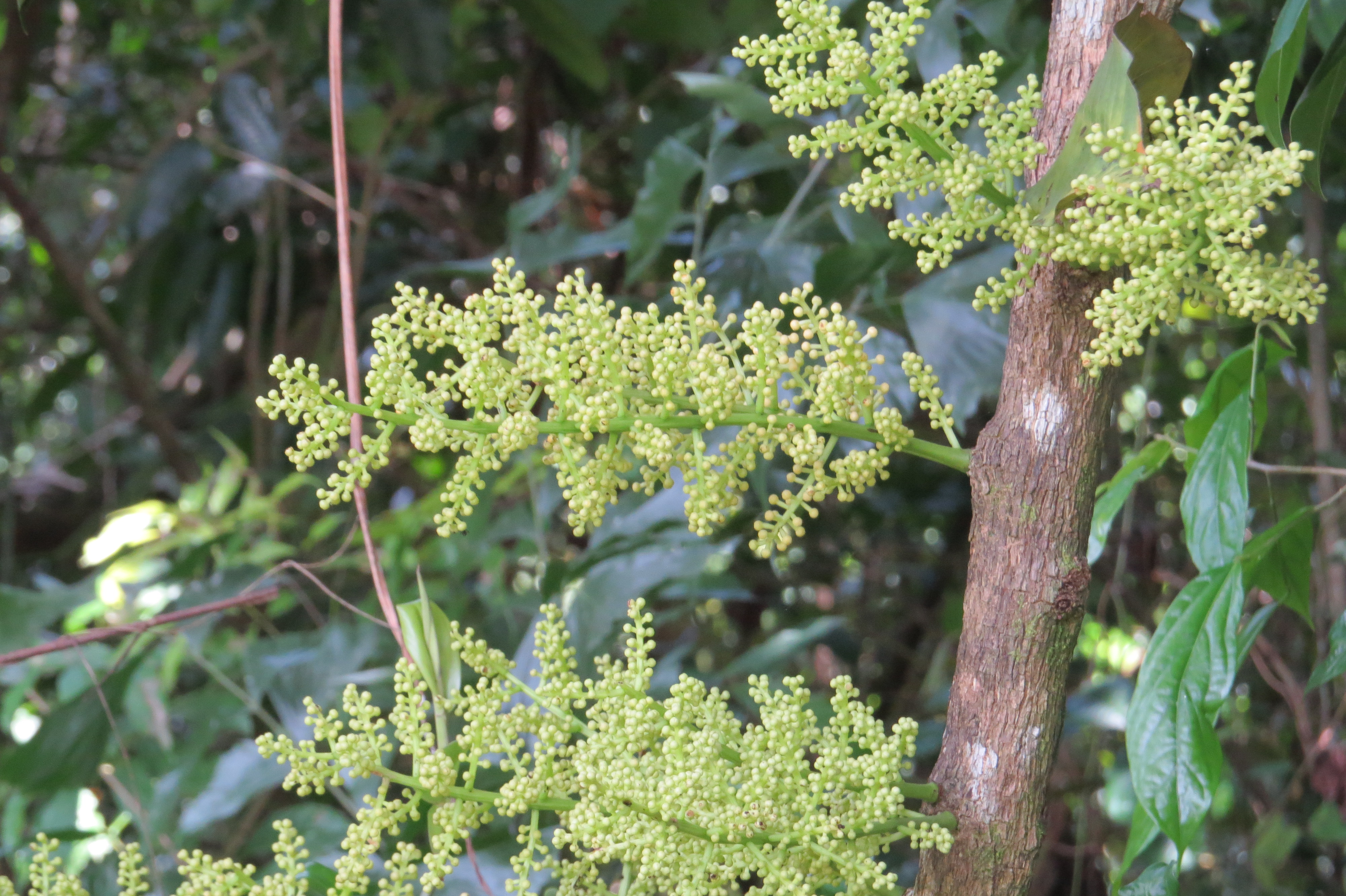
Blütenstände

Die Scheinmyrte (Anamirta cocculus (L.) Wight & Arn., Syn.: Anamirta paniculata Colebr., Menispermum cocculus L.), auch Indische Scheinmyrte, Kokkelskörnerstrauch und Kokkelspflanze genannt, ist die einzige Pflanzenart der Gattung Anamirta in der Familie der Mondsamengewächse (Menispermaceae).

## Beschreibung
Die Scheinmyrte ist eine verholzende, windende und lange Liane mit teils dicken, holzigen Sprossachsen. Die einfachen, großen und kahlen, langstieligen, wechselständigen, dünnledrigen Laubblätter sind ganzrandig, rundspitzig bespitzt bis zugespitzt und mehr oder weniger herzförmig bis gestutzt eiförmig. Der kahle, schlanke Blattstiel ist an beiden Enden verdickt. Die Nervatur ist meist handförmig. Die Nebenblätter fehlen.
Anamirta cocculus ist zweihäusig diözisch. Sie hat große, hängende bis abstehende und vielblütige, rispige und kahle Blütenstände die achselständig oder kauliflor, stammblütig erscheinen. Es sind bei den kleinen, kurz dickgestielten und eingeschlechtlichen, grünlichen bis gelblichen, stark duftenden Blüten, mit einfacher Blütenhülle, etwa zwei kleine Deckblätter ausgebildet. Zurückgelegte Kelchblätter sind sechs bis zwölf in zwei Kreisen vorhanden, aber keine Kronblätter. Die Zahl der in einem Synandrium verwachsenen, kurzen Staubblätter ist größer als 10 (bis 30). Es sind meist drei, manchmal mehr, (fast) freie und oberständige Fruchtblätter, mit ausladenden Narbenästen, vorhanden. Bei den weiblichen Blüten sind einige (6–8), minimale Staminodien vorhanden.
Es werden einsamige, ledrige und rundliche, erst rötliche dann schwärzliche, glatte, kahle Steinfrüchte gebildet. Sie erscheinen einzeln oder in einer Sammelsteinfrucht an einem kurzen Karpophor. Die Steinkerne sind nieren- bzw. halbmondförmig.
Die Chromosomenzahl beträgt 2n = 24.

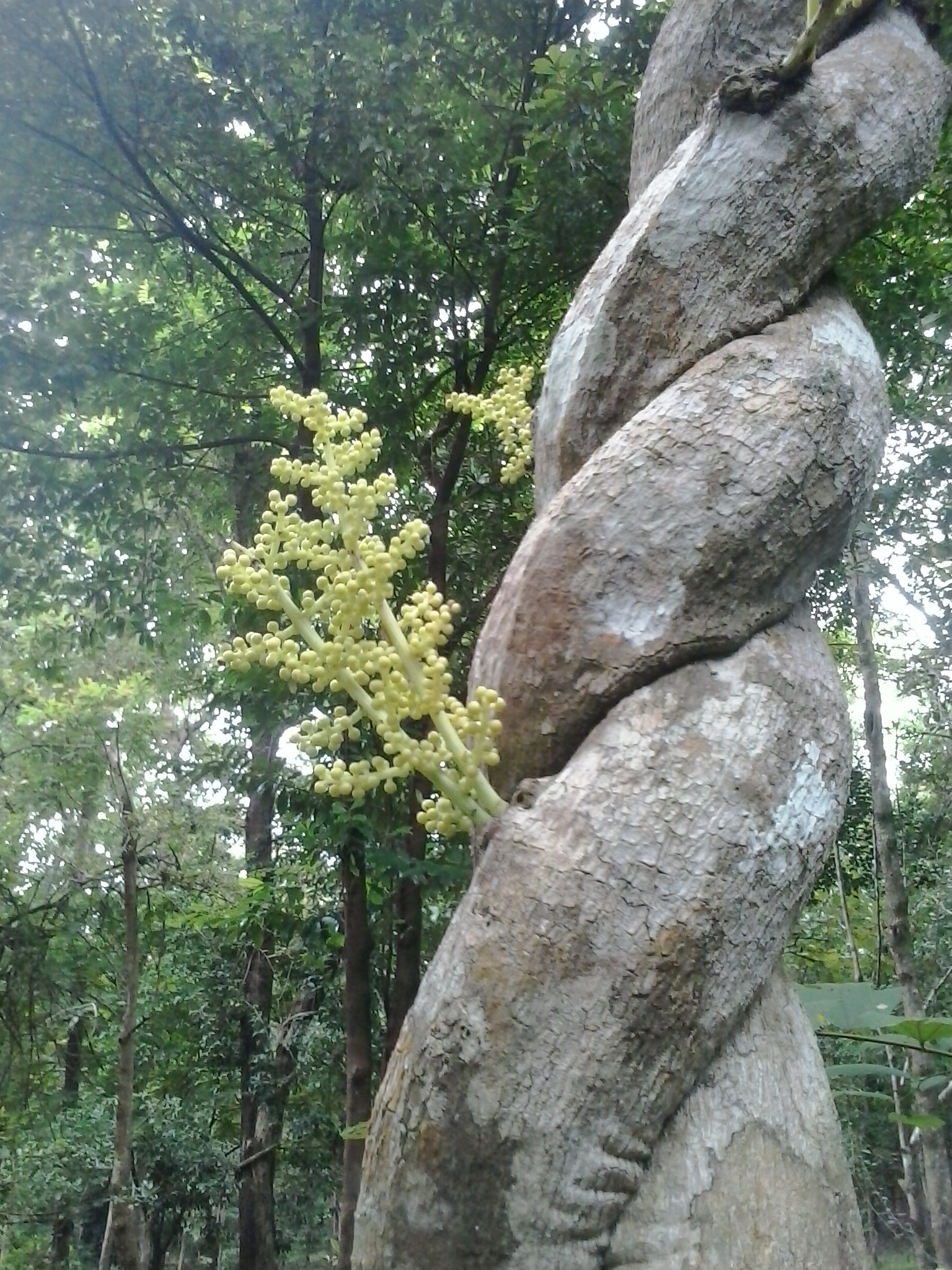
Kauliflorer Blütenstand
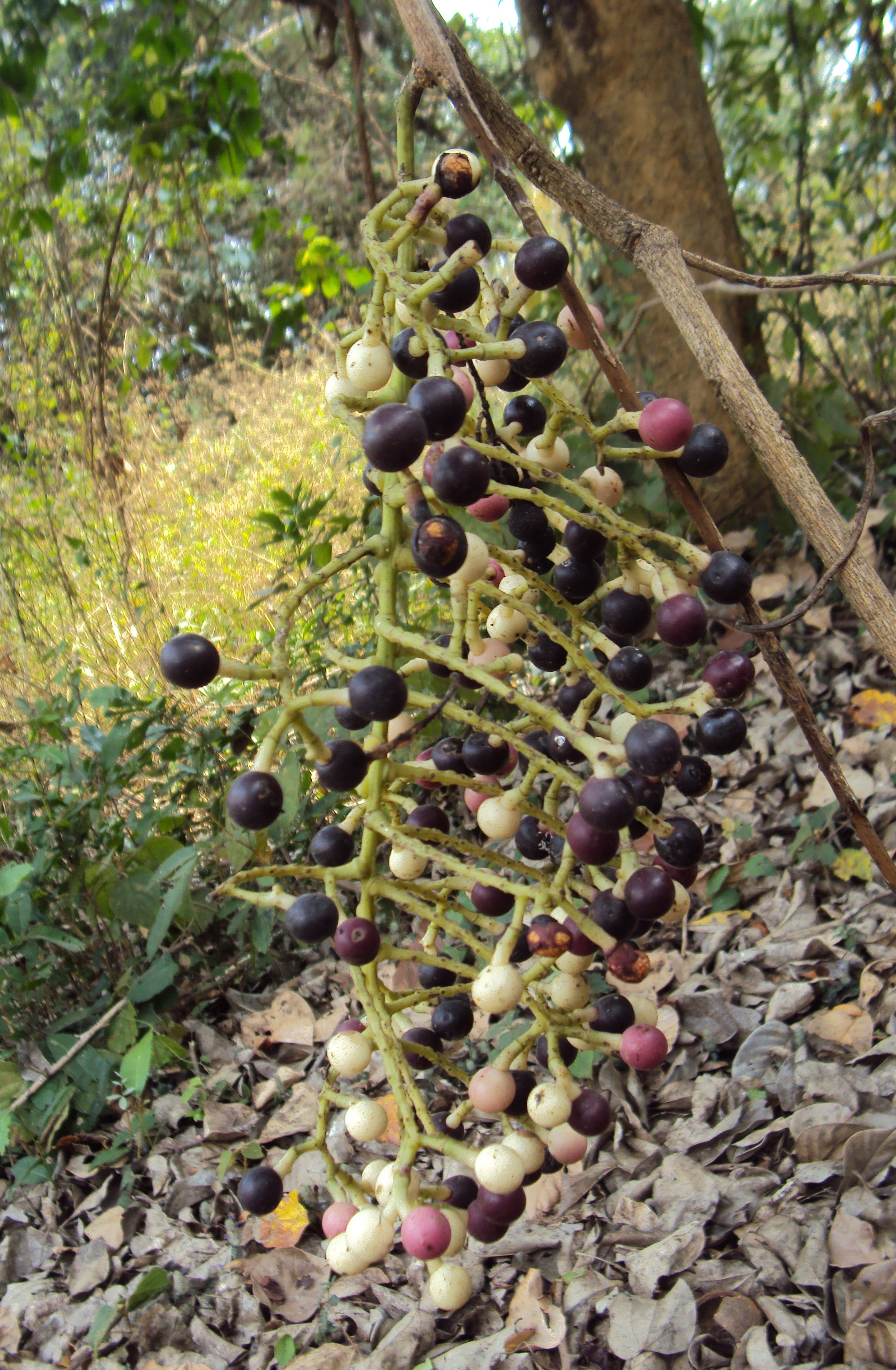
Fruchtstand
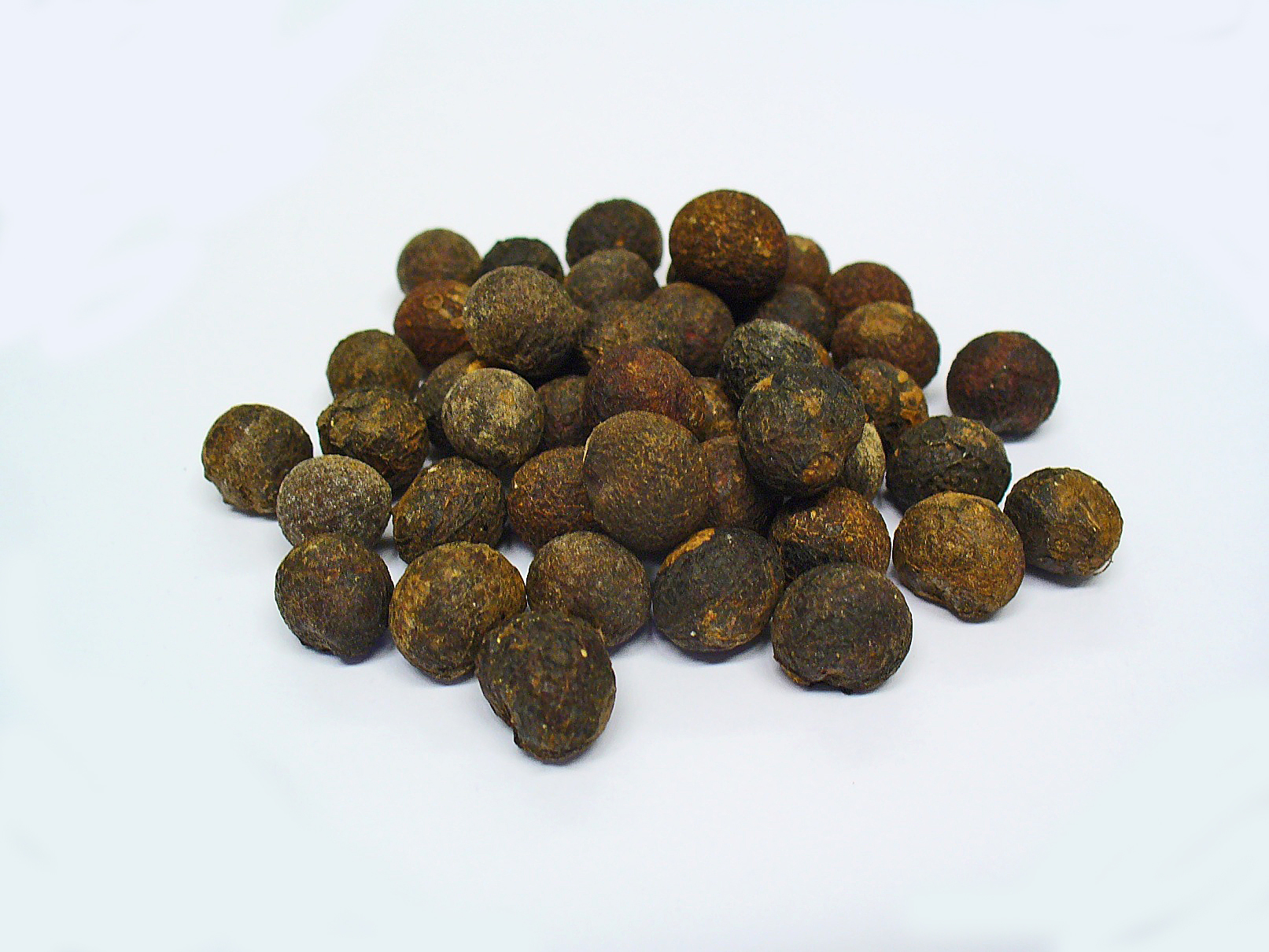
Getrocknete Früchte
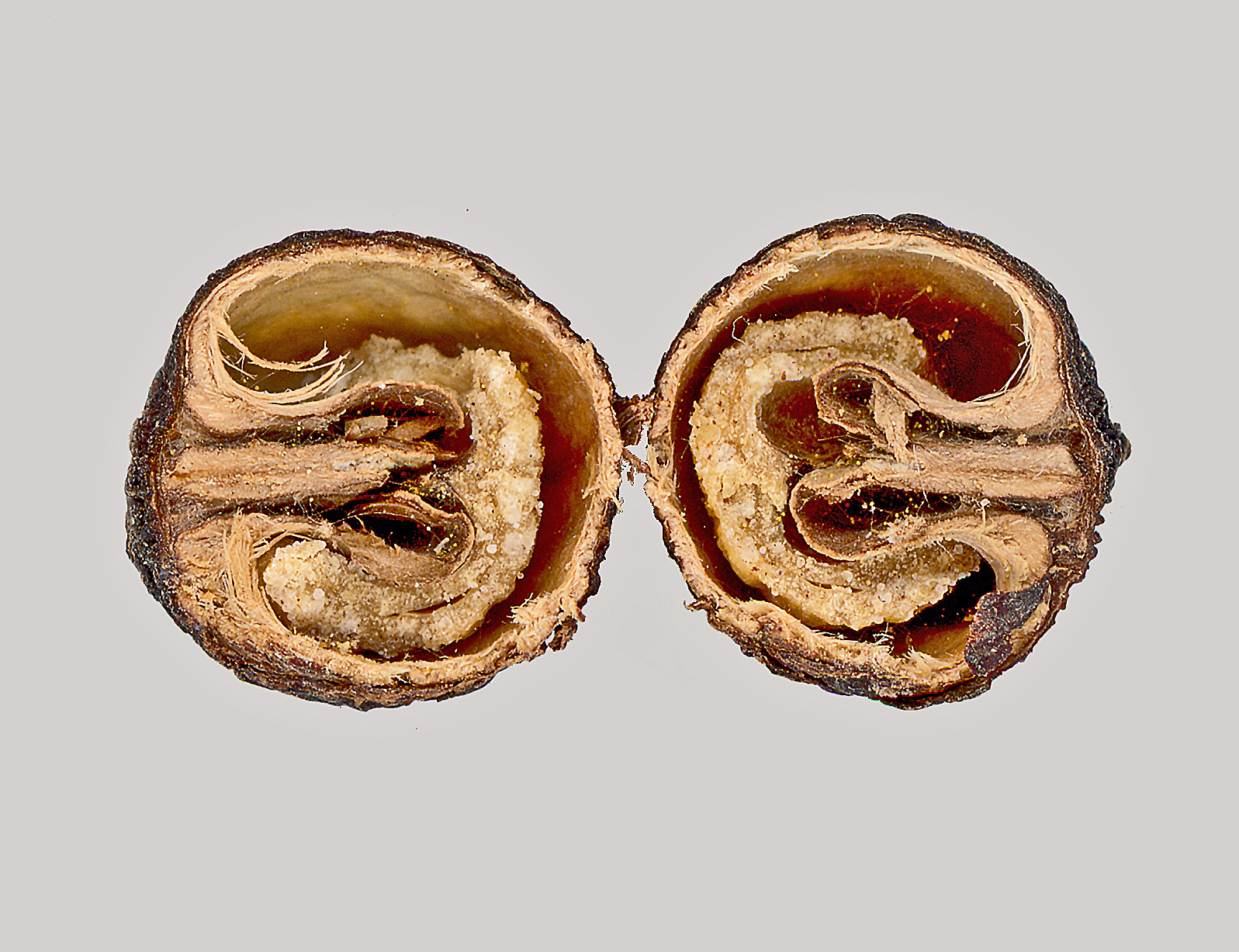
Längsschnitt durch eine getrocknete Frucht

## Vorkommen
Die Scheinmyrte ist in Südasien und Südostasien beheimatet, in Indien, Sri Lanka, Thailand, Indonesien, Papua-Neuguinea und auf den Philippinen.

## Inhaltsstoffe
Der Stamm und die Wurzeln der psychoaktiven Pflanze enthalten verschiedene Alkaloide, wie Berberine, Palmatine, Magnoflorine und Columbamine. Die Samen dieser Art enthalten das Gift Picrotoxin. Dieses wird in der Pharmazie verwendet.
Die zerstoßenen Früchte wurden früher „Kokkel“ bzw. „Kokkelskörner“ genannt und im Fischfang (als betäubend wirkende Tollköder) verwendet (daher auch der englische Name der Art „Fish Berries“).